# Метлах
Метлах (њем. Mettlach) општина је у њемачкој савезној држави Сарланд. Једно је од 7 општинских средишта округа Мерциг-Вадерн. Према процјени из 2010. у општини је живјело 12.475 становника. Посједује регионалну шифру (AGS) 10042114.

## Географски и демографски подаци
Метлах се налази у савезној држави Сарланд у округу Мерциг-Вадерн. Општина се налази на надморској висини од 154–451 метра. Површина општине износи 78,1 km². У самом мјесту је, према процјени из 2010. године, живјело 12.475 становника. Просјечна густина становништва износи 160 становника/km².

## Међународна сарадња
| Мјесто | Држава    | Врста сарадње | Од    |
| ------ | --------- | ------------- | ----- |
| Вајтен | Аустрија  | партнерство   | 2001. |
|        | Француска | партнерство   | 1985. |
| Извор  |           |               |       |